# Nokia 6300
Điện thoại Nokia 6300 là một trong những dòng máy của Nokia trong những năm 2007 - 2009.
Điện thoại Nokia 6300 được thiết kế khá nhỏ gọn và sang trọng, phần sườn máy, tấm panel và cả nắp pin đều được làm từ thép không gỉ cao cấp tạo nên vẻ sang trọng và cứng cáp cho chú dế. Máy được trang bị 1 sim và sử dụng màn hình 16 triệu màu sắc nét có thể thay đổi theme cũng như kích thước font chữ.
Điện thoại Nokia 6300 sử dụng sạc Nokia đầu nhỏ, tai nghe 1,5 và sử dụng pin Nokia 4C dễ dàng thay thế nếu lỡ hư pin.
Điện thoại Nokia 6300 gồm các phiên bản: Nokia 6300 Gold, Nokia 6300 bạc, Nokia 6300 đen và socola.